# Miya
Masaaki Yaguchi (矢口雅哲) (Ishioka, 26 de julho de 1979) mais conhecido pelo nome artístico Miya (ミヤ), é um guitarrista, compositor, produtor musical e DJ japonês. Ele é mais conhecido por ser guitarrista e líder da banda de rock Mucc desde 1997.
Ele também faz parte da banda Petit Brabancon e é guitarrista suporte do cantor Kyono. Como DJ, ele se apresenta com seu nome real ou como "1979".

## Carreira

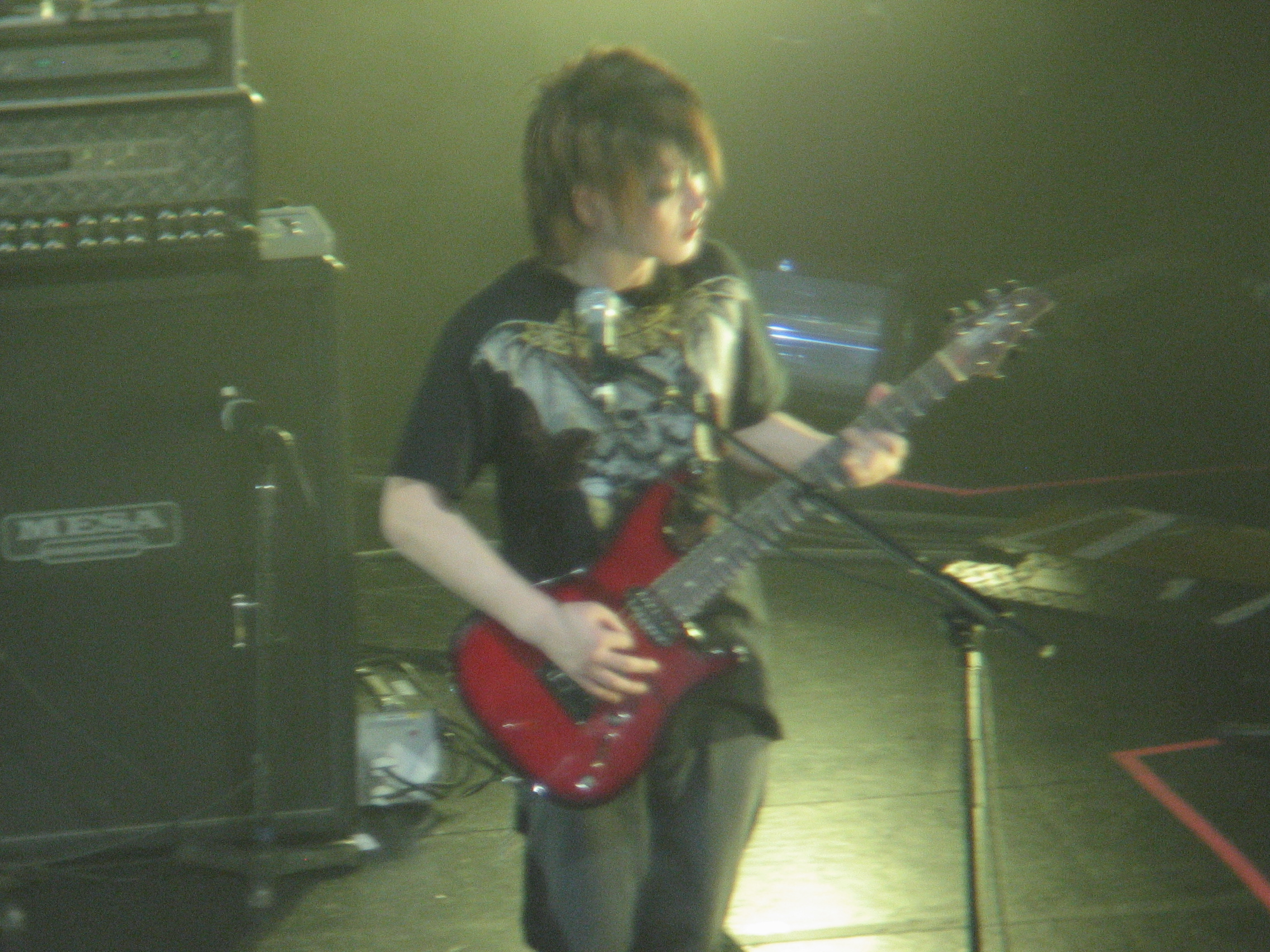
Miya no festival JRock Revolution em 2007.

### Juventude
Miya começou a tocar piano quando tinha três anos de idade, mas parou mais tarde. Ele começou a ser realmente influenciado pela música após ouvir música folk japonesa dos anos 70, especialmente Yōsui Inoue. Miya compõe canções desde o ensino fundamental. Posteriormente, quando seu irmão lhe emprestou uma fita cassete do X Japan, ele se interessou pela banda e aos 14 anos, começou a tocar guitarra baseado nas canções deles, especialmente "Kurenai". No colegial, frequentava shows e o primeiro que compareceu foi do X, no Tokyo Dome, e também frequentava shows do Luna Sea. Depois, ele conheceu uma banda cover do Boøwy e se impressionou pelo estilo da guitarra, o que inspirou seu próprio estilo de tocar. Ainda no colegial, ele tocou em uma banda cover reproduzindo canções do X, do Luna Sea e L'Arc-en-Ciel. Aos 17 anos, ele começou a tocar bateria, mas parou depois de um ano. A primeira banda que Miya integrou, em meados de 1996, se chamava Kadena (カデナ).

### Mucc (1997–presente)
Em 1997, ele formou o Mucc em Ibaraki com seus colegas de classe. Ele é líder da banda e organiza as setlists dos shows. Nessa época, preferia ouvir musicas underground do que os artistas que estavam no mainstream. Mais tarde, após ele e o grupo se mudarem para Tóquio, ele foi influenciado por bandas ocidentais como Korn, uma de suas favoritas. A canção "HATEЯ" é uma homenagem a eles. Apesar de ter afirmado em 2004 que não gosta muito de tocar solos de guitarra, seus solos são inspirados principalmente em L'Arc~en~Ciel. Em 2008, Miya produziu o álbum auto intitulado da banda Girugamesh.
Nos eventos Party Zoo de 2016 e 2017, Miya tocou na banda temporária Merry Go Round Respects com os membros de gibkiy gibkiy gibkiy. Em 21 de abril de 2018, ele seria o guitarrista reserva do X Japan no festival Coachella caso Sugizo não conseguisse chegar a tempo, pois estava tendo problemas com a obtenção de seu visto. Todavia, Sugizo conseguiu chegar aos Estados Unidos a tempo, mesmo assim Miya apareceu como convidado especial do show. Ocasionalmente, ele toca em uma banda cover do X Japan chamada X Suginami.
Em 2021, ele participou na produção do novo álbum de Zigzo, projeto do ex baterista do L'Arc~en~Ciel Sakura, como engenheiro de masterização. Além de Sakura, Miya é próximo do guitarrista Ken, que trabalha frequentemente como produtor do Mucc. "Heide", por exemplo, é uma das canções da banda que foi produzida por Ken e composta por Miya. No dia 24 de dezembro, o supergrupo Petit Brabancon formado por Kyo, Miya, Yukihiro, Antz e Hiroshi Takamatsu estreou com o single "Koku/Kawaki", composto por Miya. Em 10 de agosto, o primeiro álbum deles, Fetish, foi lançado.

## Equipamento
Miya já utilizou guitarras como Gibson Les Paul, dragonfly Border Custom 666 e Fender Stratocaster. Ele também utiliza uma grande diversidade de pedais de guitarra, como os da marca JHS Pedals e EarthQuaker Devices.

## Discografia
Com Mucc
Com Petit Brabancon
- Fetish (2022)